# Zefir
Zefir (grč. Zefyros, lat. Zephyrus) je u grčkoj mitologiji bog zapadnog vjetra, sin titana Astreja i boginje zore Eos.

## Mitologija
Bio je najblaži od svih vjetrova i zato je donosio vlagu. Ljudi su ga smatrali zaštitnikom bilja. U mitologiji je imao važnu ulogu u smrti spartanskog mladića Hijakinta. Zbog ljubomore što je Hijakint prezreo njegovo prijateljstvo, ponio je disk boga Apolona kad se Hijakint natjecao s njim na igrama i usmjerio ga prema Hijakintovoj glavi, pogodio ga i na mjestu ubio. Apolon je iz Hijakintove krvi stvorio cvijet zumbul.
U Ilijadi se spominje kao i otac Ahilejevih konja (Ksanta i Balija), a kao majku se smatra harpiju Kelenu (znana kao i Podarga). Pjesnik Alkej navodi Zefira kao oca boga Erosa i muža boginje duge - Iride, no češće se kao Erosovi roditelji navode drugi likovi.
Zefira znamo i kao slugu boga ljubavi Erosa iz priče o Erosu i Psihi. Zefir je bio Psihin otmičar koji ju je prenio u Erosovu spilju. Njegovim se imenom nije nazivao samo zapadni vjetar, već i zapad uopće. Rimljani su ga zvali njegovim prvobitnim latinskim imenom Favonij.

## Zefir uumjetnosti
S petero svoje braće Zefir je prikazan na tzv. Kuli vjetrova u Ateni (neposredno nakon 100. godine pr. Kr.) i s dvadesetoricom na Eolovoj fontani u parku Caserta u Napulju (iz 1752. – 1773. godine od Luigija Vanvitellija). Iz antike se sačuvalo osam slika na vazama na kojima je Zefir s Hijakintom (iz 5. stoljeća pr. Kr.). Od djela slikara novijeg doba napose je poznat sa slike Pierra Paula Prud'hona Zefirova otmica Psihe (iz. 1808. godine, danas u pariškom Louvreu).